# ديوندن
ديوندن (بالإنجليزية: Dunedin)‏ هي مدينة أمريكية تقع في ولاية فلوريدا. تبلغ مساحة هذه المدينة 73.1 (كم²)،ويبلغ عدد سكانها 35321 نسمة حسب إحصاء سنة 2010 م 35321.تشير إحصاءات سنة 2000م بأن الكثافة السكانية في هذه المدينة تقدر بـ(auto) نسمة/كم2 

## أعلام
- دون زيمر
- مايكل وايت
- هيو فولرتون
- جون هاكوورث
- كلايتون اندروز
- بوبي ويلسون
- كوري لوبيز
- هنري إس. وايتهد
- جين فورد
- كارل أوين دونبار